# Stadtrecht von Wimpfen
Das Stadtrecht von Wimpfen war das Recht der Reichsstadt Wimpfen (heute: Bad Wimpfen), das seit dem 16. Jahrhundert kodifiziert wurde und bis zum Ende des 19. Jahrhunderts in Geltung blieb.

## Geschichte

### Reichsstadt
Im Zuge der Kodifikationswelle am Beginn der Frühen Neuzeit ließ auch die Reichsstadt Wimpfen ihr Recht ordnen, aufzeichnen und drucken. Die gedruckte Ausgabe erschien 1544. Dieses Stadtrecht wurde von Kaiser Karl V. am 28. April 1544 und erneut von Kaiser  Ferdinand I. am 24. Mai 1559 bestätigt. Darüber hinaus galt das Gemeine Recht, soweit das Stadtrecht von Wimpfen für einen Sachverhalt spezielle Regelungen nicht enthielt.
Durch die fortschreitende Entwicklung musste das Recht in den folgenden hundert Jahren immer wieder einmal angepasst werden. Deshalb wurden die inzwischen ergangenen Änderungen 1666 „den Bürgern öffentlich bekannt gemacht“ – erschienen aber offensichtlich nicht gedruckt. Kaiser Karl VI. verfügte am 7. Dezember 1731 erneut eine Überarbeitung, bei der aber das ursprüngliche Recht von 1544 beizubehalten sei. Der Überarbeitungsprozess erstreckte sich über mehr als 40 Jahre. Erst 1775 war er abgeschlossen. Inhaltlich lehnten sich die Neuerungen eng an das Landrecht der Grafschaft Hohenlohe an, übernahmen es teilweise wörtlich. Diese Fassung von 1775 erschien offenbar zunächst ebenfalls nicht im Druck. Erst mehr als 50 Jahre später publizierte sie Wilhelm von der Nahmer auszugsweise. Dabei nutzte er ein vom „Hofgerichts-Archiv mir mitgetheile[s] geschriebene[s] Exemplar“ als Vorlage.

### Hessen
Wimpfen fiel 1803 – nach einem kurzen Zwischenspiel in badischem Besitz – an die Landgrafschaft Hessen-Darmstadt, die 1806 zum Großherzogtum Hessen wurde. In Wimpfen galt das Stadtrecht in der Fassung von 1775 weiter als Partikularrecht. Es behielt seine Geltung auch im gesamten 19. Jahrhundert während der Zugehörigkeit des Gebietes zum Großherzogtum Hessen und wurde erst zum 1. Januar 1900 von dem einheitlich im ganzen Deutschen Reich geltenden Bürgerlichen Gesetzbuch abgelöst.

## Geltungsbereich
Das Wimpfener Stadtrecht galt in
- der Stadt Wimpfen mit
- Wimpfen im Thal
- Hohenstadt
- Helmhof

Das Gebiet von Wimpfen war – in Bezug auf das übrige Großherzogtum Hessen – eine Exklave und verteilte sich seinerseits über vier untereinander nicht zusammenhängende Gebiete. Dazu gehörten auch zwei Gebiete, in denen das Stadtrecht nicht galt:
- Finkenhof[13]: Hier galt das Gemeine Recht.
- Zimmerhofer Feld[14][Anm. 1]: Hier galt das Pfälzische Landrecht.

### Ausgaben
- [Rat der Reichsstadt Wimpfen]: Reformation vnn Ordnung, Altenherkomens vnd Rechtens, Auch etlicher Newgesetzten Statuten der Statt Wympffen. Johann Petreius, Nürnberg 1544.
- Wilhelm von der Nahmer: Handbuch des Rheinischen Particular-Rechts. Bd. 2. Sauerländer, Frankfurt am Main 1831/32, S. 1044–1240.

### Sekundärliteratur
- Wilhelm von der Nahmer: Handbuch des Rheinischen Particular-Rechts. 3 Bände. Sauerländer, Frankfurt am Main 1831–1832.
- Arthur Benno Schmidt: Die geschichtlichen Grundlagen des bürgerlichen Rechts im Großherzogtum Hessen. Curt von Münchow, Giessen 1893.